# Oscilograf
Oscilograful este un aparat care indică sau înregistrează grafic, la scară, variația unei mărimi fizice variabile în funcție de timp. Pentru măsurarea și înregistrarea mărimilor variabile în timp, dar neelectrice (presiuni, temperaturi etc.), se folosesc traductoare care transformă mărimile neelectrice în mărimi electrice. Cele mai răspândite sunt oscilografele catodice.
Osciloscop (din Lat Oscillo -. Swing și grapho - scrie) electro-raze dispozitiv pentru monitorizarea relație funcțională între două sau mai multe variabile (parametri și funcții, sau transformate în energie electrică). În acest scop, parametru de semnal și funcția de servit pe deformarea perpendiculare plăci osciloscop oscillographic și să observe, să măsoare și fotografia un grafic în funcție pe ecranul telefonului. Această imagine se numește forma de undă. Cel mai adesea, oscilograma arată forma unui semnal electric în timp. Pe el puteți stabili polaritatea, amplitudinea și durata semnalului.
Osciloscoape sunt digitale și analogice. Digital comparativ cu Oscilografe analog avea unele avantaje semnificative - se poate înregistra și stoca date de intrare, conectare la PC, de măsurare automată, extinderea semnalelor de sincronizare, matematice de prelucrare a datelor, etc
De osciloscoape includ o serie de instrumente de măsurare. Voltmetru - dispozitiv electric pentru măsurarea tensiunii în circuitele electrice. Calibratorul - în inginerie electrică și radio instrument de precizie pentru tuning și de calibrare (determinarea erorilor sau a valorii la scară corecturi) instrumentație. Multimetru - dispozitiv de măsurare electronic, un set minim combină un voltmetru, ampermetru și Ometri. Acestea sunt doar câteva din ziua de azi utilizate pe scară largă, instrumente de măsură.